# 540
540（五百四十、ごひゃくよんじゅう）は自然数、また整数において、539の次で541の前の数である。

## 性質
- 540は合成数であり、約数は1, 2, 3, 4, 5, 6, 9, 10, 12, 15, 18, 20, 27, 30, 36, 45, 54, 60, 90, 108, 135, 180, 270, 540である。
  - 約数の和は1680。
  - 130番目の過剰数である。1つ前は534、次は544。
    - σ(n) ≧ 3n を満たす n とみたとき8番目の数である。1つ前は504、次は600。(ただしσは約数関数、オンライン整数列大辞典の数列 A023197)

  - 約数を24個もつ5番目の数である。1つ前は504、次は600。(オンライン整数列大辞典の数列 A137487)
  - 約数の積の値がそれ以前の数を上回る30番目の数である。1つ前は504、次は600。(オンライン整数列大辞典の数列 A034287)
- 15番目の七角数である。1つ前は469、次は616。
- 139番目のハーシャッド数である。1つ前は531、次は550。
  - 9を基とする45番目のハーシャッド数である。1つ前は531、次は603。
- 540 = 22 × 33 × 5
  - 3つの異なる素因数の積で p 3 × q 2 × r の形で表せる3番目の数である。1つ前は504、次は600。(オンライン整数列大辞典の数列 A163569)
- 540 = 269 + 271
  - 双子素数の和で表せる18番目の数である。1つ前は480、次は564。(オンライン整数列大辞典の数列 A54735)
- 540 = 62 + 82 + 102 + 122 + 142
  - 5連続偶数の平方和で表せる数である。1つ前は360、次は760。
- 540 = 12 + (12 + 22) + (12 + 22 + 32) + (12 + 22 + 32 + 42) + … + (12 + 22 + 32 + 42 + 52 + 62 + 72 + 82)
  - 540は最初から8番目までの四角錐数の和である。1つ前は336、次は825。(オンライン整数列大辞典の数列 A002415)
- 540 = 13 + 33 + 83
  - 3つの正の数の立方数の和1通りで表せる70番目の数である。1つ前は532、次は547。(オンライン整数列大辞典の数列 A025395)
  - 異なる3つの正の数の立方数の和1通りで表せる32番目の数である。1つ前は532、次は547。(オンライン整数列大辞典の数列 A025399)
  - n = 3 のときの 1n + 3n + 8n の値とみたとき1つ前は74、次は4178。(オンライン整数列大辞典の数列 A074510)
- 540 = 23 + 43 + 53 + 73
  - 4つの正の数の立方数の和で表せる137番目の数である。1つ前は536、次は541。(オンライン整数列大辞典の数列 A003327)
  - 異なる正の数の4つの立方数の和1通りで表せる24番目の数である。1つ前は533、次は548。(オンライン整数列大辞典の数列 A025408)
- n = 5 のときの n と 8n を並べてできる数である。1つ前は432、次は648。(オンライン整数列大辞典の数列 A009470)
- n = 540 のとき n と n − 1 を並べた数を作ると素数になる。n と n − 1 を並べた数が素数になる62番目の数である。1つ前は532、次は544。(オンライン整数列大辞典の数列 A054211)
- n = 540 のとき n と n + 1 を並べた数を作ると素数になる。n と n + 1 を並べた数が素数になる68番目の数である。1つ前は530、次は546。(オンライン整数列大辞典の数列 A030457)
  - n = 540 のとき n と n − 1 および n と n + 1 を並べた数が素数になる15番目の数である。1つ前は522、次は612。(オンライン整数列大辞典の数列 A068700)
例．540539 と 540541 は素数。またこの2つの素数は双子素数である。
- 540 = 242 − 36
  - n = 24 のときの n 2 − 36 の値とみたとき1つ前は493、次は589。(オンライン整数列大辞典の数列 A098847)
- 約数の和が540になる数は4個ある。(290, 358, 445, 493) 約数の和4個で表せる9番目の数である。1つ前は456、次は546。

## その他 540 に関連すること
- 西暦540年
- 紀元前540年
- 540° = 3 π (rad) = 6 Rとなり、ちょうど1.5周分の角度である。動径方向は 180° と同じである。
- 最古の部首分類による字典説文解字の部首の総数は540である。
- BMW・5シリーズの車種の一つ、540i
- NHK山形第一放送山形局・NHK長野第一放送松本局・NHK宮崎第一放送宮崎局の周波数は540kHz。
- ジブコ エッジ540
- コーバス・レーサー540
- 名鉄モ540形電車
- ほっと540九州沖縄は、九州朝日放送制作のニュース番組。
- TOI-540 bは、太陽系外惑星。
- ルフトハンザドイツ航空540便墜落事故
- 国際連合安全保障理事会決議540